# Сент-Меріс (Огайо)
Сент-Меріс (англ. St. Marys) — місто (англ. city) в США, в окрузі Оґлез штату Огайо. Населення — 8397 осіб (2020).

## Географія
Сент-Меріс розташований за координатами 40°32′51″ пн. ш. 84°23′37″ зх. д. / 40.54750° пн. ш. 84.39361° зх. д. (40.547561, -84.393577).  За даними Бюро перепису населення США в 2010 році місто мало площу 11,96 км², з яких 11,88 км² — суходіл та 0,08 км² — водойми.

## Демографія
Згідно з переписом 2010 року, у місті мешкали 8332 особи в 3283 домогосподарствах у складі 2194 родин. Густота населення становила 697 осіб/км².  Було 3620 помешкань (303/км²).
Расовий склад населення:
| - 96,7 % — білих - 0,7 % — азіатів - 0,4 % — чорних або афроамериканців - 0,1 % — вихідців з тихоокеанських островів - 0,1 % — корінних американців |

До двох чи більше рас належало 1,5 %. Частка іспаномовних становила 1,3 % від усіх жителів.
За віковим діапазоном населення розподілялося таким чином: 26,6 % — особи молодші 18 років, 59,0 % — особи у віці 18—64 років, 14,4 % — особи у віці 65 років та старші. Медіана віку мешканця становила 37,5 року. На 100 осіб жіночої статі у місті припадало 96,9 чоловіків;  на 100 жінок у віці від 18 років та старших — 92,9 чоловіків також старших 18 років.
Середній дохід на одне домашнє господарство  становив 53 827 доларів США (медіана — 40 386), а середній дохід на одну сім'ю — 68 987 доларів (медіана — 61 760). Медіана доходів становила 41 772 долари для чоловіків та 30 974 долари для жінок. За межею бідності перебувало 13,1 % осіб, у тому числі 19,2 % дітей у віці до 18 років та 14,8 % осіб у віці 65 років та старших.
Цивільне працевлаштоване населення становило 4013 особи. Основні галузі зайнятості: виробництво — 29,9 %, освіта, охорона здоров'я та соціальна допомога — 21,5 %, роздрібна торгівля — 13,2 %, мистецтво, розваги та відпочинок — 8,7 %.